# لين بيرسون
لين بيرسون (بالسويدية: Linn Persson)‏ هي متسابقة بياثل سويدية، ولدت في 27 يونيو 1994 في تورسبي ‏ في السويد.

## وصلات خارجية
- الموقع الرسمي
- لين بيرسون على موقع IBU (الإنجليزية)
- لين بيرسون على موقع الاتحاد الدولي للتزلج (التزلج الريفي) (الإنجليزية)
- لين بيرسون على موقع اللجنة الأولمبية الدولية (الإنجليزية)
- لين بيرسون على موقع أوليمبيديا (الإنجليزية)
- لين بيرسون على موقع اللجنة الأولمبية السويدية (السويدية)